# Курчавов, Вадим Михайлович
Вадим Михайлович Курчавов (28 июня 1932 — 20 декабря 2013) — генерал-майор ВС СССР, начальник Ульяновского гвардейского высшего танкового командного училища в 1977—1987 годах.

## Биография
Родился в Свердловске. Поступил в сентябре 1952 года в Ташкентское танковое училище, окончил его в 1955 году. После окончания был направлен в Ленинградский военный округ, прослужил там девять лет.
В 1964 году поступил в Военную академию бронетанковых войск. Службу проходил в танковых войсках до 1977 года, командир 41-й гвардейской танковой дивизии с 9 августа 1973 года по 8 августа 1977 года. Генерал-майор танковых войск (13 февраля 1976).
В июле 1977 года стал начальником Ульяновского гвардейского высшего танкового командного училища им. В.И. Ленина, руководил им до дня увольнения из ВС СССР (уволился в 1987 году).
Умер после продолжительной болезни. Прощание состоялось 22 декабря в учебном корпусе Ульяновского гвардейского суворовского военного училища.

## Награды
- Орден Красной Звезды[1] (дважды)
- Орден «За службу Родине в Вооружённых Силах СССР»[1] III степени
- восемь медалей[1], в том числе
  - медаль «В ознаменование 100-летия со дня рождения Владимира Ильича Ленина»[3]